# 溪仔墘慶安宮
慶安宮是臺灣臺南市學甲區境內的一間廟宇，其位於舊時傳統學甲十三庄，學甲下社中的溪仔墘聚落之內，同時也是該聚落的角頭公廟，在學甲慈濟宮代表選舉中屬學甲下角選區，主祀為謝府五元帥（謝玄），另同祀有福德正神、註生娘娘、黑虎將軍等神祇。也因為慶安宮是十三庄中的47角頭中的廟宇，故而學甲慈濟宮上白礁謁祖與學甲刈香的兩大繞境活動，其也是基本參與成員之一。
行政區上，在日人佔據臺灣時期設為學甲八保，臺灣光復之後設村為仁得村，直到1968年時學甲升格為鎮級單位，該里隨之升格為仁得里。也因學甲進行城鎮重劃時，將重劃區皆規劃入此里，故而該里因轄有溪仔墘、中社、三角厝、縣內角、周姓角等傳統聚落，所以也是整個學甲區人口數最大的里，目前慶安宮在其（仁得里）境內。

## 建廟沿革
溪仔墘慶安宮的主祀神祇謝府五元帥，雖自雍正年間起受先民數百年的奉祀，然其確非一開始便被供俸於溪仔墘聚落之內。究其來臺之源為賴姓先祖賴公承宗，迎請自福建省泉州府南安縣內的內芝鄉溪仔尾廿五都，初始來臺之際先是供俸於鄰近的將軍馬沙溝，其後因部分賴氏後世族人慢慢移墾至學甲的溪仔墘，當時的溪仔墘已形成一個聚落，為來自泉州府晉江縣城內金銀巷四角井金魚巷的謝姓先祖謝維良，其後世子孫鎖入墾，只是之後的賴氏在入墾溪仔墘之後，再後又有族人遷移至下草坔。
雖由於當時的溪仔墘在謝、賴兩姓的入墾後已形成聚落，但之後又兩姓後代又分別向其他地區發展，尤其賴姓部份的後代子孫又遷移至下草坔後，該地也形成了一個庄頭聚落，因此便經常回溪仔墘迎請謝府四元帥前去下草坔駐駕。由於四元帥神尊經常的在兩庄頭來回駐駕，往往造成兩地奔波情形日益嚴重，直到1926年時才由溪仔墘的賴姓耆老賴華，與下草坔的賴姓宗親協議，將當時的謝府四元帥金身以及黑令旗供俸於下草坔，而元帥案上的香爐以及鯊魚劍與黑虎將軍留在溪仔墘，並且奉請四元帥的香火，雕塑另一尊謝府五元帥的金身鎮守於溪仔墘，讓該庄頭的信眾們能夠隨時參拜。
目前溪仔墘慶安宮主祀謝府五元帥，為1926年由下草坔慈興宮四元帥的香火另雕塑之金身，而長久以來對於神尊的奉祀，皆是由當年輪值的爐主家中所供俸。此情形一直延續數百年之久，直到1971年才由庄內耆老倡議應興建廟宇讓信眾們參拜，然雖已決定要興建廟宇，只是之後因一些事情而耽擱了建廟的進度，在經過了16年之後，到了1987年才購得現址予以興建，此時在請示神尊之後承蒙賜廟名為慶安宮，當年12月恭請學甲慈濟宮開基保生二大帝，進行勘地定位以及指示建廟的各項事宜。在廟地問題告一段落後完後，旋即於1989年9月14日便開始了建廟工作，在歷時二年多的時間終於完工，並擇定於民國1991年11月11日舉行入火安座儀式。

## 軼事
謝府元帥與黑虎大將的供奉從清朝雍正年間（1723年至1735年間）即以開始，溯自學甲賴姓先祖自福建省泉州府南安縣內芝鄉溪仔尾廿五都，恭請謝府四元帥渡海來臺奉祀初期並駐駕於馬沙溝，至今已有數百年之久。然因賴姓子孫有部份族人遷移下草坔（今之美豐里）進行墾荒闢地，日久之後人口足見聚集後遂成一庄頭，而庄民因感念神恩時常奉迎四元帥神尊駐香，有感謝府四元帥須經常兩地奔來庇佑庄民及信眾，終於在1926年時二庄社信眾恭請元帥神尊，並由地方各方耆老等與下草坔賴姓族人議定，將謝府四元帥之金身及黑令旗奉祀於下草坔，另外，香爐與鯊魚劍以及黑虎大將軍等神器則鎮於溪仔墘，再者並奉請四元帥香火且另雕塑金身(即謝府五元帥)永鎮於溪仔墘地區，以供庄民與供信眾們參拜。
三塊厝、二港仔、溪仔墘等3個庄頭聚落，原本一般都是四年一科大刈香的3天繞境，慈濟宮保生大帝才會巡視這些地區，其原因是由於數十年前學甲地區共分下、中、後等三角頭，並且當時各角頭也協議，學甲大廟(慈濟宮)上白礁的爐主3個庄頭輪流擔任。只是2025年的上白礁謁祖遶境前，3庄的居民要求慈濟宮保生大帝上白礁要特別入庄巡視，以祈求庄頭內能合境平安順利，因此在2025年的上白礁謁祖遶境時，慈濟宮保生大帝在上白礁時也應要求，進入三塊厝、二港仔、溪仔墘等3個庄頭聚落巡視。

## 圖集

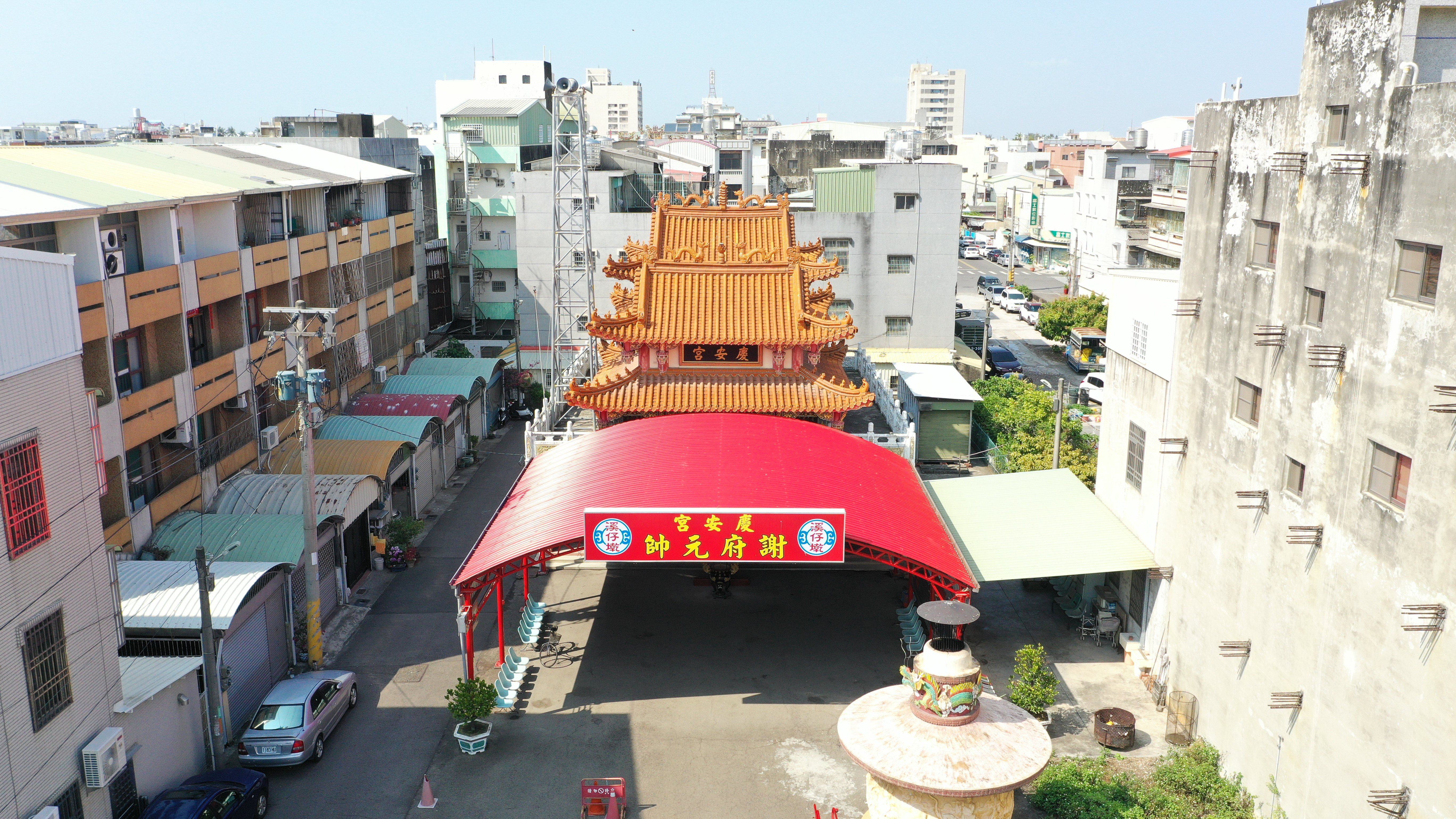
空照鳥瞰
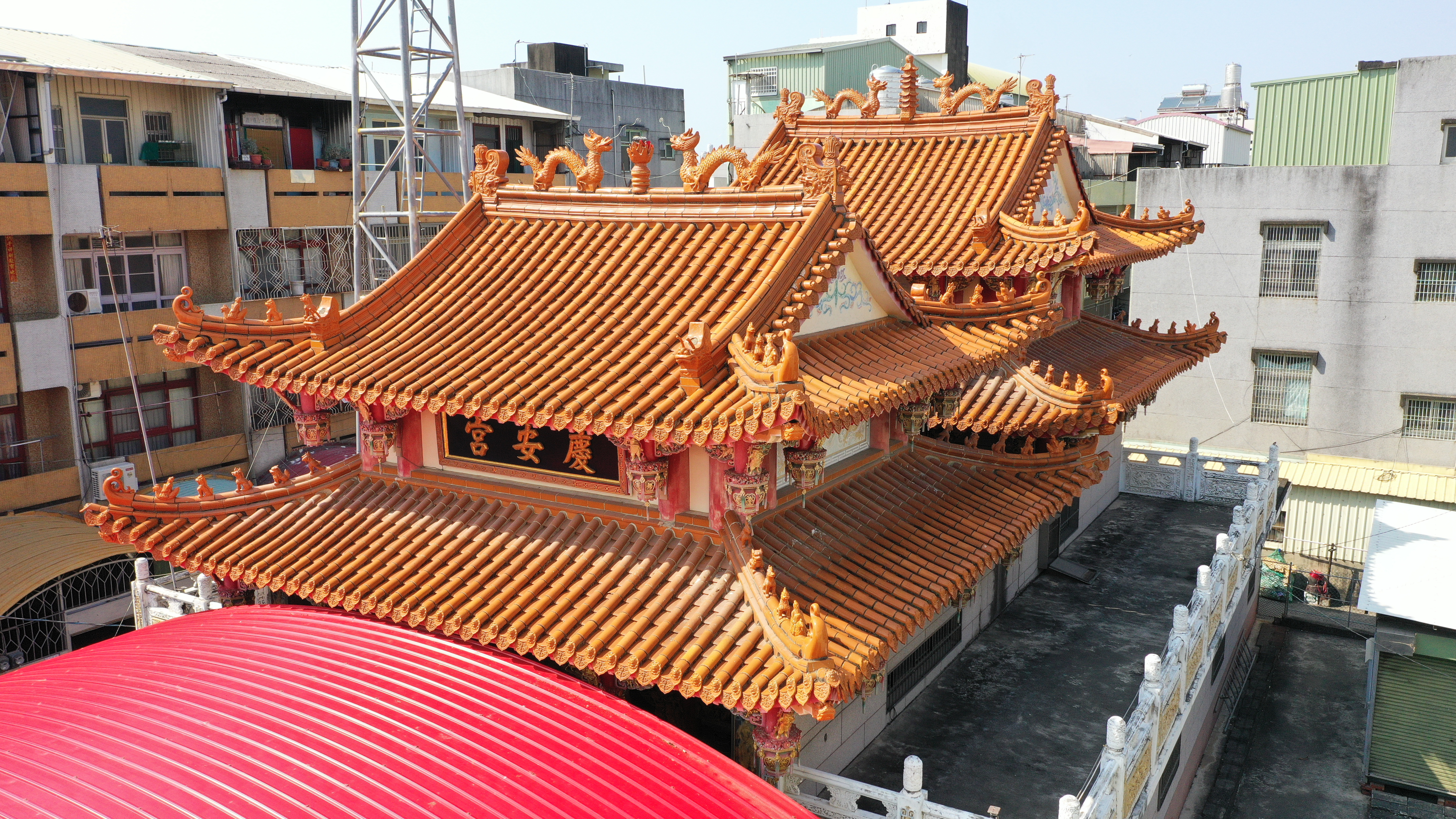
廟瓦頂及裝飾
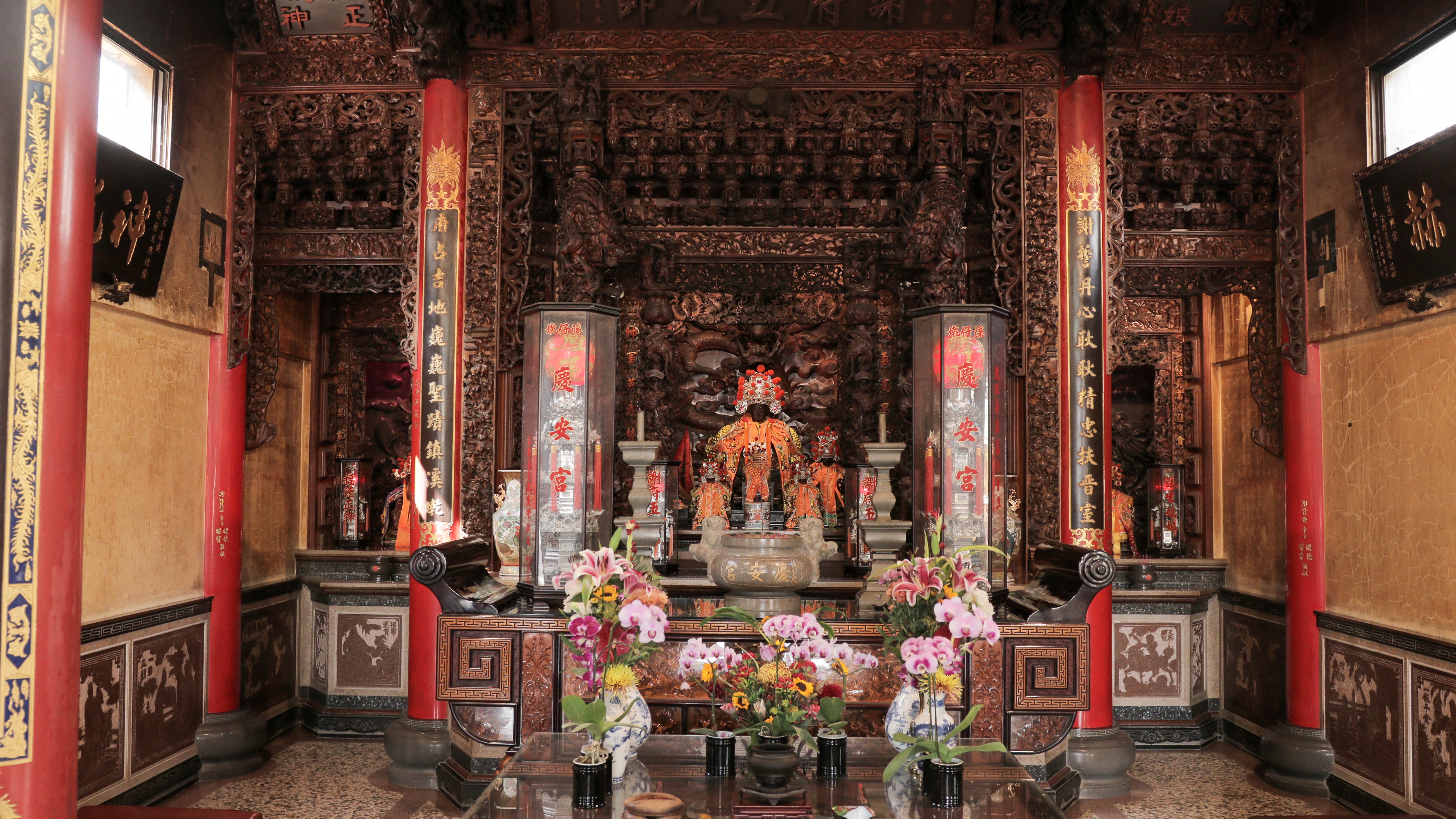
殿內神龕
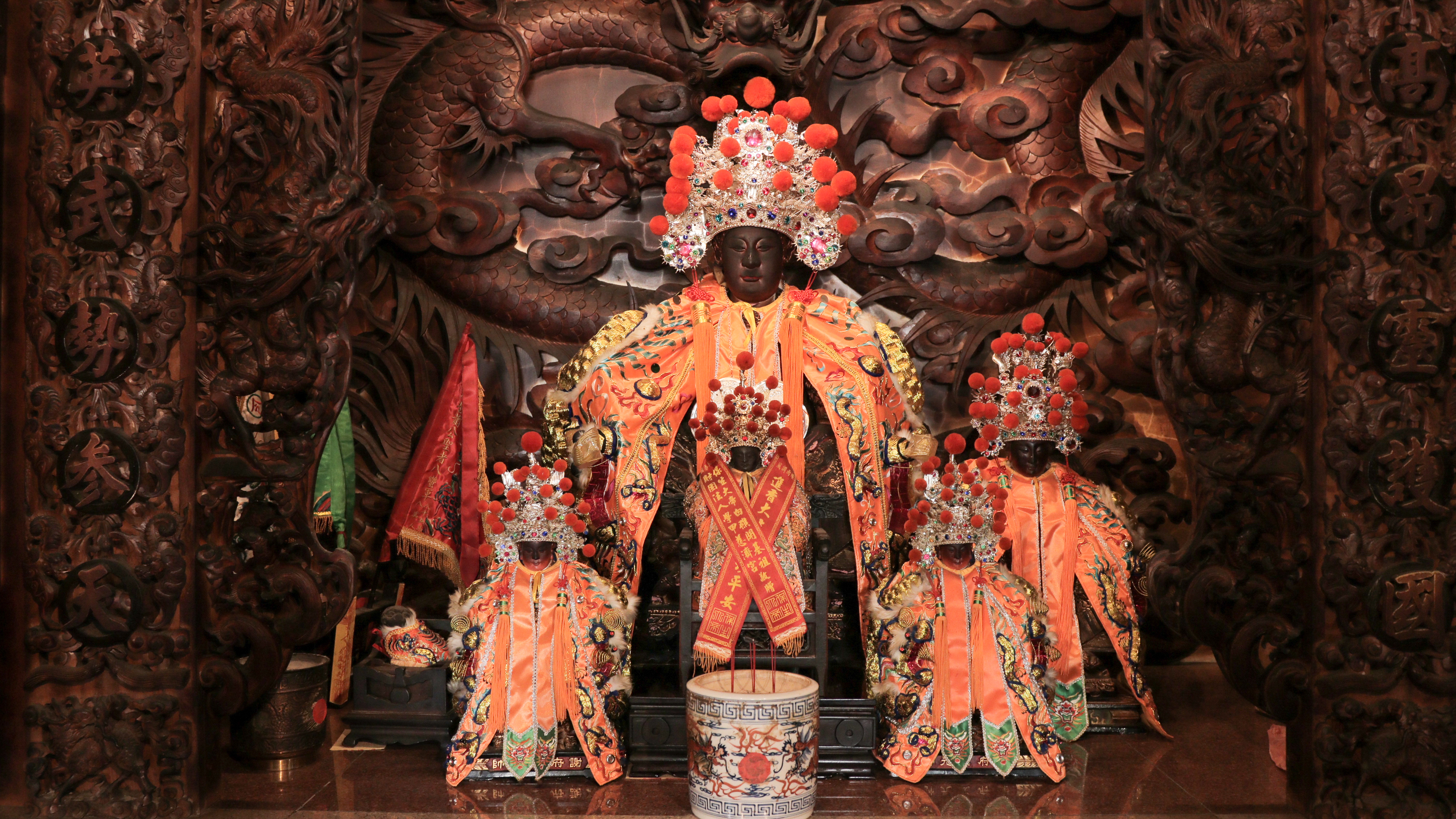
主祀神祇謝府五元帥